# Instituto Mineiro de Gestão das Águas
O Instituto Mineiro de Gestão das Águas (IGAM) é uma autarquia do governo de Minas Gerais, vinculado à Secretaria de Estado de Meio Ambiente e Desenvolvimento Sustentável. Foi criado em 17 de julho de 1997 e Integra o Sistema Nacional de Meio Ambiente e o Sistema Nacional de Recursos Hídricos, na esfera federal. Na esfera estadual, o IGAM integra o Sistema Estadual de Meio Ambiente e Recursos Hídricos.
Entre suas atribuições estão a gestão e controle do uso dos recursos hídricos, monitoramento da qualidade da água, autorização e acompanhamento de obras que interferem em cursos d'água, emitir alertas de tempestades, fiscalização e elaboração de relatórios técnicos.